# Thesium frisea
Thesium frisea är en sandelträdsväxtart som beskrevs av Carl von Linné. Thesium frisea ingår i släktet spindelörter, och familjen sandelträdsväxter. Utöver nominatformen finns också underarten T. f. thunbergii.